# Vado Ligure
Vado Ligure je italské přímořské město v provincii Savona v oblasti Ligurie. Nachází se přibližně 45 kilometrů západně od Janova a asi 5 kilometrů západně od Savony, se kterou je propojeno městskou zástavbou.
Území obce Vado Ligure sousedí s následujícími obcemi: Bergeggi, Quiliano, Savona, Spotorno a Vezzi Portio.

## Historie
Ve starověku bylo město známé pod názvem Vada Sabatia. Významnými památkami jsou pevnost Forte San Giacomo, farní kostel svatého Jana Křtitele a středověký most přes řeku Quiliano.

## Ekonomika
Vado Ligure je průmyslovým městem s významným nákladním přístavem. V roce 1905 zde byla založena továrna na lokomotivy Westinghouse, která od roku 2001 patří společnosti Bombardier TRAXX. Nachází se zde také tepelná elektrárna s komíny vysokými 200 metrů, která patří k největším lokálním znečišťovatelům a v roce 2014 jí bylo soudně nařízeno odstavení dvou bloků. Městem prochází státní silnice SS1 a železniční trať z Janova do Ventimiglie.

## Sport
Místní fotbalový klub FC Vado vyhrál v roce 1922 premiérový ročník Coppa Italia. Narodil se zde reprezentační brankář Valerio Bacigalupo, který zahynul při leteckém neštěstí na kopci Superga.

## Partnerská města
- La Ravoire, Francie (od roku 2002)